# Bokor József (filozófiai író)
Bokor József (Kadarkút, 1843. június 19. – Budapest, 1917. június 11.) tanár, pedagógiai és filozófiai író. A Pallas nagy lexikonának, az első önálló vállalkozású, nem fordításon alapuló magyar nagylexikonnak a szerkesztője.

## Élete
Bokor Sándor és Veres Lídia fiaként született. Apja a Somogy vármegyei Kadarkúton református néptanító volt. Középiskolai tanulmányait a csurgói református gimnáziumban folytatta, VII. osztályát a pápai református gimnáziumban végezte el. 1863–1865 között Pesten teológiát tanult és 1866-ban elvégezte a pesti Református Teológiai Akadémiát. 1866–1868 között nevelő, majd 1868-tól a sárospataki Református Teológiai Akadémia bibliai tanszékére hívták meg akadémiai docensnek, ahol 1869-ben rendes tanárnak választották. 1877 és 1885 ősze között a bölcseleti tanszéken rendes tanár, közben 1884-ben a budapesti tudományegyetemen bölcsészdoktori oklevelet szerzett.
1885 júniusában a sárospataki református főiskolánál betöltött tanári állásáról lemondott, majd Budapestre költözött, és a tudományegyetemen habilitáltatta magát magántanárnak, ahol pedagógiai tárgyakat adott elő. 1885–1896 között a budapesti II. kerületi Felső Kereskedelmi Iskola tanára. 1887-től a budapesti tudományegyetem neveléstörténeti magántanár, 1912-től címzetes nyugalmazott tanár. 1896-tól az Országos Közoktatási Tanács előadó tanácsosa, 1900-tól a budapesti Országos Tanárvizsgáló Bizottság tagja. 1901-ben megalapította a Magyar Filozófiai Társaságot, amelynek alelnökévé választották.
Felesége, Mudrony Ágnes, 1889 decemberében elhunyt. Ezután újranősült, második felesége Wächter Katalin volt.

## Munkássága
Irodalmi munkássága főleg bölcsészeti és tanügyi kérdésekre irányult. 1881–1882-ben a „Sárospataki Lapok”, 1884–1886 között Buday Józseffel, majd 1891-ig egyedül a „Magyar Philosophiai Szemle” szerkesztője. Húsz éven keresztül, 1888–1908 között szerkesztője az „Egyetértés” vasárnaponként megjelenő tanügyi rovatának. Szerkesztője a Pallas Nagylexikonnak és Révay Nagy Lexikonának. Cikkei jelentek meg a „Budapesti Hírlap” (1871–1873), a „Reform” (1871–1873), a „Protestáns Egyházi és Iskolai Lap” (1871–1884), a „Révész Figyelmezője” (1872–1876), a „Figyelő” (1875), a „Pesti Napló” (1878, 1886), a „Fővárosi Lapok” (1878, 1886), a „Debreczeni Protestáns Hetilap” (1882, 1884), az „Egyetértés” (1886) újságokban, és a „Debreceni tanáregylet Évkönyve” 1880-ban megjelent kiadásában.
Életművében a legnagyobb jelentősége a Pallas nagy lexikonának a szerkesztése. A lexikon szerkesztője formálisan a kiadó vezérigazgatója, Gerő Lajos volt, de a tényleges szerkesztői tevékenységet Bokor József végezte. A kor kiemelkedő tudósai közül kikerült háromszáz szerző munkásságának összehangolása megszervezése hatalmas feladat volt. Hogy kiktől mi minden és milyen címszó alatt mekkora terjedelemben kerüljön a lexikonnak tizennyolc kötetébe, azt Bokor József állapította meg évekre terjedő előmunkálatok során.

## Művei
- A vallás és tudománya. Tanári székfoglaló; s.n., s.l., 1871
- A középiskola eszménye; Aigner, Bp., 1874
- Egy középiskola; Református Főiskolai Ny., Sárospatak, 1882
- A szabadság némely korlátairól (Sárospatak, 1884)
- A társadalom befolyása az államra (Budapest, 1886)
- Hit és tudomány (Budapest, 1902)
- Emberszeretet (Budapest, 1902)
- A kálvinizmus erőssége; Hornyánszky Ny., Bp., 1910 (A Kálvin-Szövetség kiadványai)